# Cargo por procesamiento de artículos
Un cargo por procesamiento de artículos (en inglés article processing charges, APC) es una tarifa que a veces se cobra a los autores de publicaciones científicas para que su trabajo esté disponible en acceso abierto, ya sea en una revista de acceso abierto o en una revista híbrida. Esta puede ser pagada por el autor, la institución de pertenencia o quien financia la investigación. Algunos editores renuncian a la tarifa en casos de dificultades o ubicación geográfica, pero esta no es una práctica generalizada. Un cargo por procesamiento del artículo no garantiza que el autor conserve los derechos de autor de la obra, o que estará disponible bajo una licencia Creative Commons.[cita requerida]

## Antecedentes
Las revistas utilizan una variedad de formas para generar los ingresos necesarios para cubrir los costos de publicación (incluidos los costos editoriales, costos de administración del sistema de revisión por pares), como los subsidios de las instituciones y las suscripciones. La mayoría de las revistas de acceso abierto no cobran cargos por procesamiento de artículos, pero un número significativo y creciente de ellas sí lo hacen. Son el método de financiación más común para artículos de acceso abierto publicados profesionalmente.
Las tarifas de APC aplicadas a la investigación académica suelen ser costosas, limitando efectivamente la circulación de acceso abierto entre las instituciones, académicos y estudiantes de menores recursos. 
El modelo de acceso abierto de APC, entre otras controversias, es parte del más amplio y creciente debate ético global del acceso abierto.

## Otras tarifas de publicación
Diferentes editoriales académicas tienen niveles de tarifas muy variables, que van desde menos de US$ 100 hasta más de US$ 3000. Los editores tradicionales a veces cobran tarifas altas para publicar en una revista híbrida de acceso abierto, lo que hace que un artículo individual en una revista de suscripción tenga acceso abierto. Se calcula que el APC promedio para las revistas híbridas es casi el doble que los APC de editores de acceso abierto completo. Las revistas con factores de impacto alto de las principales editoriales tienden a tener los APC más altos. 
Los artículos de acceso abierto a menudo tienen un recargo en comparación con un APC de acceso cerrado; por ejemplo, las Actas de la Academia Nacional de Ciencias cobran regularmente US$ 1700 por artículo, con un recargo de US$ 1350 por acceso abierto. De manera similar, el Journal of Geophysical Research de AGU cobra US$ 1000 por acceso cerrado y US$ 3500 por acceso abierto.
Incluso cuando los editores no cobran tarifas estándar, se pueden aplicar tarifas adicionales luego de que se exceda un cierto número de páginas o unidades de publicación; pueden existir tarifas adicionales para figuras en color, principalmente para revistas impresas que no son solo en línea. 
Si bien los cargos de publicación se producen al aceptar el artículo, las tarifas de envío del artículo se cobran antes del inicio de la revisión por pares; son comunes entre revistas en algunos campos, por ejemplo, finanzas y economía. El cargo por página puede referirse a tarifas de publicación o envío. 

## Crítica

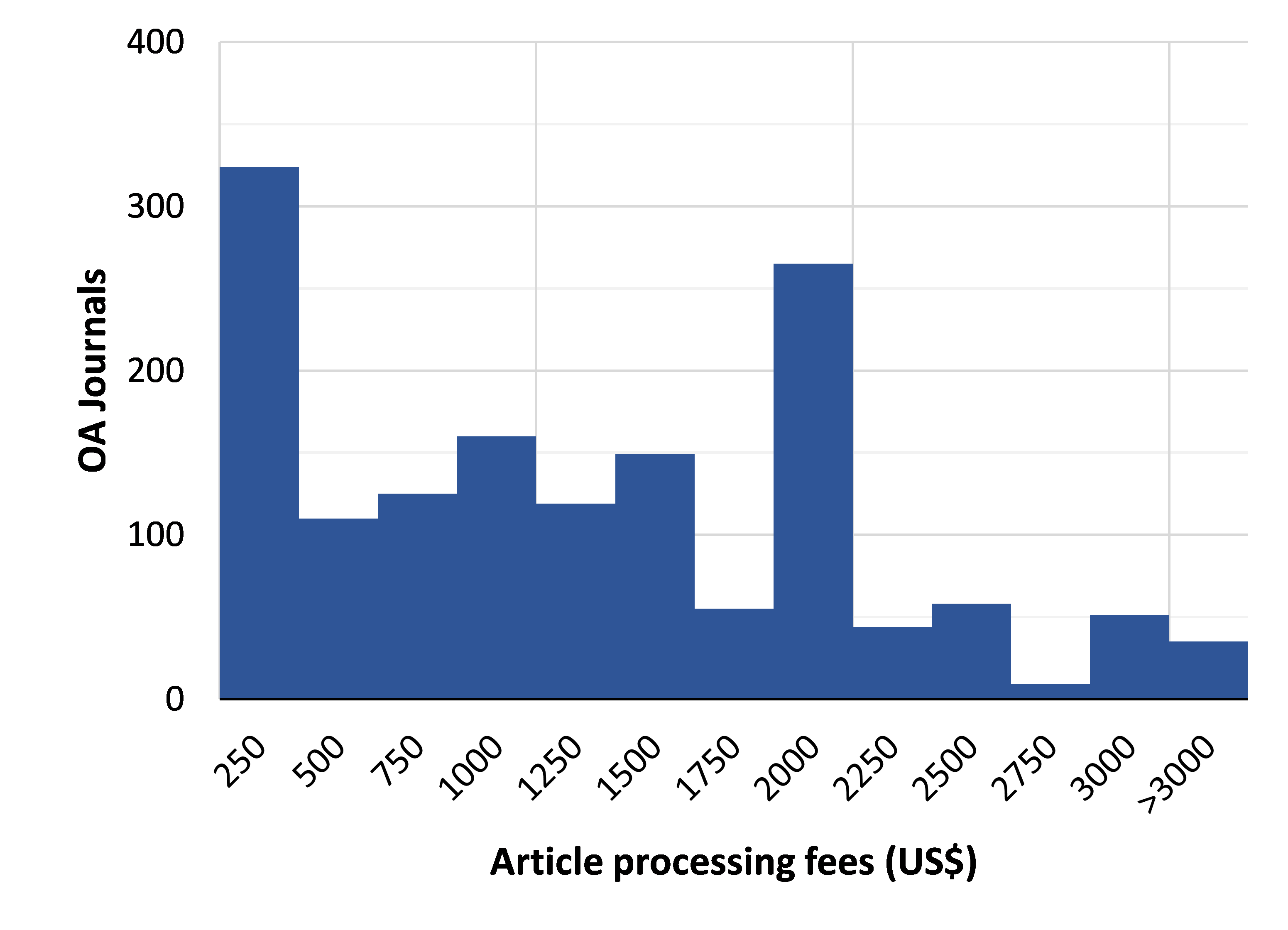
Cargos por procesamiento de artículos por revistas OA dorado en DOAJ.

Los cargos por procesamiento de artículos transfieren la carga útil de los lectores a los autores (o sus patrocinadores), lo que crea un nuevo conjunto de preocupaciones. Una preocupación es que si un editor obtiene ganancias al aceptar documentos, tiene un incentivo para aceptar cualquier cosa presentada, en lugar de seleccionar y rechazar artículos basados en la calidad. Sin embargo, esto podría remediarse cobrando por la revisión por pares en lugar de la aceptación. Otra preocupación es que es posible que los presupuestos institucionales deban ajustarse para proporcionar fondos para los cargos de procesamiento de artículos que se requieren para publicar en muchas revistas de acceso abierto (por ejemplo, los publicados por BioMed Central). Se ha argumentado que esto puede reducir la capacidad de publicar los resultados de la investigación debido a la falta de fondos suficientes, lo que lleva a que algunas investigaciones no se conviertan en parte del registro público.  
A menos que haya descuentos disponibles para los autores de países con bajos ingresos o se proporcione financiamiento externo para cubrir el costo, los cargos por procesamiento de artículos podrían excluir a los autores de países en desarrollo o campos de investigación menos financiados de publicar en revistas de acceso abierto. Sin embargo, según el modelo tradicional, los costos prohibitivos de algunas suscripciones a revistas de acceso no abierto ya representan una gran carga para la comunidad investigadora. Si el autoarchivo de Acceso Abierto Verde eventualmente hace que las suscripciones sean insostenibles, los ahorros por suscripciones canceladas podrían pagar los costos de publicación de acceso abierto dorado sin la necesidad de desviar dinero adicional de la investigación.
Otra preocupación es la redirección del dinero por parte de las principales agencias de financiación, como los Institutos Nacionales de Salud y el Wellcome Trust, desde el apoyo directo de la investigación al apoyo de la publicación de acceso abierto. Robert Terry, asesor principal de políticas de Wellcome Trust, dijo que siente que 1–2% de su presupuesto de investigación cambiará de la creación de conocimiento a la difusión de conocimiento.
Las instituciones de investigación podrían cubrir el costo del acceso abierto mediante la conversión a un modelo de recuperación de costos de la revista de acceso abierto, con el ahorro de suscripción anual de acceso a herramientas de las instituciones disponible para cubrir los costos anuales de publicación de acceso abierto. Un estudio de 2017 realizado por la Sociedad Max Planck sobre las pérdidas anuales de editoriales académicas asciende a aproximadamente 7.600 millones de euros. Se argumenta que este dinero proviene principalmente de bibliotecas científicas financiadas con fondos públicos, ya que compran suscripciones o licencias para proporcionar acceso a revistas científicas para sus miembros. El estudio fue presentado por la Biblioteca Digital Max Planck y encontró que los presupuestos de suscripción serían suficientes para financiar los cargos de publicación de acceso abierto, pero no aborda cómo los autores no afiliados o los autores de instituciones sin fondos contribuirán al registro académico.
Estudios señalan una relación positiva entre los valores de APC y la percepción de prestigio de las revistas científicas, indicando que aquellas con mayor prestigio cobran tarifas más altas. Además, el poder de mercado de las editoriales es identificado como el principal factor en la fijación de estos precios. En contraste, los costos editoriales y técnicos tienen un impacto limitado, ya que sus aumentos anuales por inflación no justifican plenamente el alza sostenida de los APC.